# О, если б мог выразить в звуках…
«О, если б мог выразить в звуках…» — российский художественный немой фильм, снятый в 1916 году режиссёром Евгением Бауэром. Вышел на экраны 22 ноября 1916 года. Фильм не сохранился.

## Сюжет
Сценарий опубликован в журнале «Пегас» (№ 9-10 за 1916 год).
Юная Динка любит бедного скрипача Кастальского. Светская дама Агния слышит его игру на скрипке. Они начинают встречаться. Она приглашает его сыграть концерт. Он имеет большой успех.
Агния, дилетантка-художница, пишет его портрет. Она говорит ему, что он будет великим артистом. Кастальский говорит, что будет вечно её рабом. Динка подслушивает разговор и плачет. Она грозится убить Кастальского и разоряет мастерскую Агнии.
В мастерскую входит барон, муж Агнии. Он предлагает прекратить отношения с мальчишкой-скрипачом. Кастальский подходит к роскошному особняку барона. Он пытается объясниться в любви с Агнией. Появляется барон и Агния говорит ему, что её шантажируют и просит барона разобраться с Кастальским.
Барон прогоняет скрипача. Тот возвращается домой. Динка приносит скрипку. Кастальский проникновенно играет, у Динки появляются слёзы на глазах.

## В ролях
- Вячеслав Свобода — Кастальский, скрипач
- Нонна Лещинская — Агния, скучающая дама
- Иван Перестиани — её муж, барон
- Вера Павлова — Динка

## Съёмочная группа
- Режиссёр, оператор, художник: Евгений Бауэр
- Сценарист: Зоя Баранцевич
- Продюсер: Александр Ханжонков

## Критика
Рецензент журнала «Проектор» отмечал: «Пьеса хорошо поставлена. Исполнение дружное». Критика замечала, что в фильме больше углублённости, психологической усложнённости, насыщенности нюансами, чем, например, в итальянских мелодрамах.
Журнал «Вестник кинематографии» писал: «Главное внимание обращено режиссёром Е. Ф. Бауэром на крупные фотографии лиц, что придает картине внутреннюю сдержанность и заставляет фиксировать внимание на психологической линии драмы». В этом же журнале приводился отзыв о фильме газеты «Театр»: «Балетные артисты дают на экране гораздо больше, чем артисты „говорящие“. Может быть, потому, что они и на настоящей сцене, лишённые слов, говорят мимикой».
Историк кино Вениамин Вишневский писал, что кинокартина «интересна изобразительно (картину снимал сам Е. Бауэр) и актёрской игрой артистов балета (В. Павлова и В. Свобода)».